# Zoran Polič
Zoran Polič (20. prosince 1912, Lenart v Slovenskih Goricah – 13. června 1997, Lublaň) byl slovinský právník a politik.

## Životopis
Gymnázium vystudoval v Mariboru. Poté studoval na Právnické fakultě Univerzity v Lublani, kterou dokončil v roce 1937. Do roku 1941 byl soudním stážistou a státním zástupcem. V roce 1941 se zapojil do národněosvobozeneckého boje. Byl členem místního výboru Osvobozenecké fronty (OF) v Lublani, provinčního vedení OF v Lublani, náčelník soudního oddělení hlavního štábu Národněosvobozeneckých vojsk a partyzánský oddílů Slovinska. Byl členem Antifašistického výboru národního osvobození Jugoslávie. V první slovinské vládě zastával funkci ministra vnitra a v letech 1946 až 1955 ministra financí. Od roku 1956 byl státním podtajemníkem státního sekretariátu pro finance Federativní lidové republiky Jugoslávie. V rámci republiky a federace vykonával různé funkce. V letech 1974 až 1982 byl předsedou Rady republik a autonomních oblastí federální skupštiny. V letech 1982 až 1986 byl členem Předsednictva Socialistické republiky Slovinska.
Byl nositelem Řádu národního osvobození, Řádu bratrství a jednoty, Řádu zásluh o národ, Partyzánské pamětní medaile 1941 a polského Partyzánského kříže (Krzyz Partyzancki).